# 김현기 (축구 선수)
김현기(한국 한자: 金賢技, 1985년 12월 16일 ~ )는 대한민국의 전 축구 선수이며, 포지션은 미드필더였다.